# Pic et Pik
Pic et Pik sont des personnages de fiction. Ce sont deux frères, héros d'une bande dessinée diffusée par la revue Astrapi.
Cette bande dessinée traite des activités des jeunes (cuisine, rangement, loisirs, etc.) et de leur bonne réalisation. Elle est basée sur la comparaison entre la manière qu'ont ces deux frères de répondre à un problème : Pic (la panique) fait les erreurs classiques et échoue tandis que Pik (esprit pratique) agit posément et réussit.
Le scénario est de Stéphanie Janicot, les illustrations de Claude et Denise Millet et le lettrage de François Batet.

## Personnages
Pic
Pic, ou « Pic la panique » a les cheveux ébouriffés, fait tout le temps des bêtises et exécute mal les tâches qu'il doit faire.
Pik
Pik, ou « Pik l'esprit pratique », contrairement à son frère, est bien coiffé, ne fait jamais de bêtises et réussit toujours les tâches qu'il doit faire. 